# Burebista (film)
Burebista este un film istoric românesc din 1980, regizat de Gheorghe Vitanidis după scenariul scris de dramaturgul Mihnea Gheorghiu. Rolurile principale sunt interpretate de George Constantin, Ion Dichiseanu, Emanoil Petruț, Alexandru Repan, Ernest Maftei, Ovidiu Moldovan și Șerban Ionescu.
Acțiunea filmului se petrece în secolul I î.Hr., în perioada domniei regelui Burebista, conducătorul primului stat dac centralizat. 

## Rezumat
În secvențele de început ale filmului se specifică următoarele: „La mai puțin de șapte secole de la întemeierea cetății ei, Roma devine centrul lumii antice și se pregătește să devină cel mai mare imperiu al tuturor timpurilor. În anul 70 înaintea erei noastre, adică 683 ab urbe condita, expansiunea mondială a Romei se apropie la sud de Dunăre de unde se întindeau bogatele pământuri ale geto-dacilor uniți acum într-un mare și puternic regat sub sceptrul viteazului și enigmaticului rege Burebista. De-acum înainte, în fața ambițiosului Iuliu Cezar și a invincibilelor lui legiuni romane și barbare rămânea un singur regat nesupus - Dacia - și un singur rege neînvins - el, Burebista.”.
Respectând porunca „marelui gânditor” Zamolxis și dându-și seama că „unirea face puterea”, marele preot Deceneu (Emanoil Petruț) le cere dacilor să-i jure credință principelui Burebista (George Constantin) și îl încoronează la Sarmizegetusa ca rege al tuturor geto-dacilor. Cu acest prilej, regele rostește un discurs către poporul dac în care afirmă că Dacia va rămâne o țară liberă. El se gândește să-și ridice neamul „prin exerciții și instrucție, prin disciplină și ascultare de porunci, și prin cumpătare”. 
În vremea în care armata lui Iulius Cezar (Nicolae Iliescu) intra în Galia, la porțile unei cetăți dacice sosesc trei călăreți străini: Calopor (Ion Dichiseanu), fost gladiator și centurion în oastea lui Spartacus, poetul și cântărețul Lai (Ovidiu Moldovan) și țăranul Comata (Șerban Ionescu); toți trei au fost sclavi la romani. Adus de principele Castaboca (Ernest Maftei) în fața regelui, Calopor afirmă că este fiul Magnei Mater Midia (Ioana Bulcă) și al prințului Balta, vărul lui Burebista de la gurile Dunării. Pe când avea 12 ani, el a fost răpit de pirații mărilor și vândut romanilor ca sclav la Callatis. Auzindu-i povestea, Burebista îl primește pe Calopor ca oștean în armata sa. 
Burebista află de la solii greci Acornion (marele preot de la Dionysopolis) (Alexandru Repan) și Mitran (prinț și sfetnicul regelui Mitridate al VI-lea al Pontului) că romanii vor să ocupe cetățile pontice grecești. În acest scop, generalul roman Pompei l-a trimis pe proconsulul Hybrida (Mircea Anghelescu) al Macedoniei, cu o armată de 10.000 de soldați din Legiunea Macedonica, să ierneze în cetățile pontice. Burebista decide să coboare cu armatele lui în Tracia pentru a-i alunga pe romani și a proteja cetățile. 
Ajuns la Dionysopolis, Hybrida a cerut să fie organizate jocuri și serbări dionisiace în cinstea lui. Soția înaltului demnitar roman este Lidia (Anca Szönyi), fosta iubită a lui Calopor. În ziua următoare, se organizează în cinstea lui Hybrida o luptă de gladiatori la care participă Calopor și generalul Viscol (Szabolcs Cseh). La finalul luptei, Calopor aruncă un trident înspre Hybrida, dar acesta o trage pe Lidia în fața lui, femeia fiind astfel ucisă. Nebun de furie, fostul gladiator îl înjunghie pe proconsul. În acest timp, oștile dacice reușesc să-i alunge pe romani din cetățile pontice Histria, Tomis și Callatis, iar oștile comandate de Carp (Corado Negreanu) îi alungă și din Dionysopolis. Pe drumul de întoarcere, Burebista îi poruncește lui Viezure, șeful poliției dacice, să trimită înapoi carele încărcate cu podoabe scumpe și aur, care fuseseră luate din cetățile pontice. Victoria dacilor este celebrată printr-o serie de jocuri ale bucuriei. 
Între timp, regele Mitridate a fost ucis în luptă de romani, el trimițând anterior o scrisoare în care l-a rugat pe Burebista să-i continue planul de alungare a romanilor din Balcani. La curtea regelui dac sosește Acornion, care aduce un mesaj de la Pompei prin care acesta din urmă îl ruga pe rege să-i ofere ajutor împotriva lui Cezar. Temându-se mai tare de Cezar, Burebista îl trimite pe diplomatul grec să se întâlnească cu Pompei.
În perioada următoare, boii conduși de Boian (Ștefan Sileanu) și tauriscii conduși de Critas s-au supus triburilor celtice conduse de druidul Breza (Constantin Dinulescu), marele preot al zeiței iepe Epone și ucigașul druidului Dagda. Nemulțumit de stăpânirea lui Burebista, principele trădător Hirpus (Dan Antoci) rupe alianța cu dacii și se supune celților. Boii conduși de Boian atacă ținuturile de graniță din partea de apus, furând aurul agatârșilor, ducând fetele și femeile în robie și ucigându-l pe regele Lup (Vasile Nițulescu). Motivul înfrângerii îl constituie faptul că paznicii ținutului erau beți și au fost căsăpiți, iar Burebista poruncește tăierea viilor. Principele Țap (Iulian Necșulescu) îi ajunge din urmă pe boi, iar Hirpus este grav rănit în confruntare. Pentru a stinge conflictul apărut, Burebista îi trimite ca soli la druidul Breza și regina Hebe pe druidul Șved, trimisul regilor cerbilor, și pe marele preot Deceneu. Celții refuză să se unească cu dacii împotriva romanilor și nu vor să restituie aurul furat de la agatârși.
Deși voia să-și păstreze oastea intactă pentru confruntarea viitoare cu romanii, Burebista este nevoit să-și trimită armatele în ținutul celților. Deceneu îl anunță că în curând va avea loc o eclipsă de soare, iar regele se gândește să se folosească de acest semn ceresc pentru a evita războiul cu celții. În primele lupte sunt uciși Boian, regele boilor, și principele dac Castaboca. Celții se baricadează în cetate și amenință să ucidă robii daci (copii și femei). Atunci Burebista îi cere lui Critas, prințul tauriscilor, să-l abandoneze pe druidul Breza și să încheie pace cu dacii, afirmând că marele preot celt este un mincinos. El anunță că zeii cărora se închină Breza sunt falși, iar zeii dacilor vor ascunde soarele și vor face noapte în timpul zilei pentru a-și arăta astfel puterea. Eclipsa se produce cu o zi mai devreme decât prevăzuse Deceneu, provocând spaima celților. Convins că zeii îi susțin pe daci, Critas cere celților să deschidă porților în fața regelui Burebista. Druidul Breza fuge și se ascunde în grota zeiței iepe, ucigându-l pe la spate pe Calopor, care plecase în urmărirea lui. Dacii îl ucid pe Breza, aruncându-l în focul de la altarul zeiței Epone. În ultimele sale clipe, Calopor află de la Burebista că regele dac este tatăl său adevărat. 
După cucerirea Galiei (53 î.Hr.), Iulius Cezar se gândește să înceapă  războiul împotriva dacilor, râvnind la resursele lor de fier și de aur. El anunță că se va îndrepta spre Roma pentru a face ordine și, după înfrângerea lui Pompei în lupta pentru putere, va porni cu armata spre Dacia Felix. Viitorul rege al Daciei ar urma să fie Hirpus pe care romanii l-au salvat de la moarte, răscumpărându-l cu mulți bani de la celți. În anii următori, Burebista se pregătește și el pentru viitorul război, dar Acornion vine de la Roma și aduce vestea că Cezar a fost asasinat în Senatul Roman de foștii săi aliați. Regele dac afirmă că toți regii mor, iar „nemuritor este numai gândul nostru de unire, de neatârnare și de bună vecinătate”.

## Distribuție
- George Constantin — regele dac Burebista
- Ion Dichiseanu — fostul gladiator Calopor
- Emanoil Petruț — marele preot dac Deceneu
- Alexandru Repan — diplomatul grec Acornion
- Ernest Maftei — principele dac Castaboca
- Ovidiu Moldovan — poetul și cântărețul Lai
- Șerban Ionescu — țăranul Comata
- Ștefan Sileanu — Boian, regele boilor
- Constantin Dinulescu — druidul Breza
- Iulian Necșulescu — principele dac Țap
- Vlad Rădescu — principele dac Comosicus
- Corado Negreanu — principele dac Carp al zimbrilor
- Szabolcs Cseh — generalul dac Viscol (menționat Cseh Szabolcs)
- Ioana Bulcă — Magna Mater Midia, soția regelui Balta și mama lui Calopor
- Rodica Popescu-Bitănescu — Melania, slujnica Lidiei (menționată Rodica Popescu)
- Florina Cercel — sora lui Burebista și mama Inei
- Anca Szönyi — Lidia, soția lui Hybrida (menționată Anca Szöny)
- Cornelia Patrichi — regina Hebe a celților, fiica druidului Dagda
- Monica Rusu — Ina, nepoata lui Burebista
- Vasile Nițulescu — Lup, regele agatârșilor
- Mircea Anghelescu — proconsulul Hybrida
- Cornel Elefterescu — Șved, trimisul regelui cerbilor galici
- Sandu Simionică — comisul (prințul) Mitran, sfetnicul regelui Mitridate al VI-lea
- Radu Dunăreanu — amiralul grec Ahilodor, comandantul pieței orașului Dionysopolis
- Dan Antoci — principele Hirpus, nepotul lui Lup
- Petre Vasilescu — Viezure, șeful poliției lui Burebista
- Florin Samoilă
- Nicolae Iliescu — generalul roman Iuliu Cezar
- Alexandru Lazăr
- Gheorghe Nuțescu
- Cornel Gîrbea — conducător dac
- Cornel Poenaru
- Constantin Zărnescu
- Emil Coșeru
- Stamate Popescu
- Dorel Iacobescu — fiul lui Castaboca
- Ion Niciu — centurion roman
- Ion Punea
- Ion Anghelescu-Moreni
- Thanasis Fapas
- Pavel Bucur
- Nicolae Enea
- Mihai Boghiță
- Samoilă Olteanu
- Dimitrie Vitanidis
- Vlad Ciobanu
- Ștefan Hagima
- Miron Murea
- Romulus Bărbulescu
- Traian Zecheru
- Adrian Ștefănescu
- Paul Fister
- Vasile Popa
- Vasile Muraru (menționat Vasile Moraru)
- Nicolae Dide

## Perioada istorică descrisă în film
Filmul prezintă câteva evenimente petrecute în timpul domniei regelui dac Burebista (82-44 î.Hr.). Informațiile referitoare la acest conducător al dacilor sunt foarte puține.
Astfel, Strabon (64/63 î.Hr. – ca. 24 d.Hr.) îl menționează în opera sa Geographica astfel: „Lăsând la o parte trecutul îndepărtat al geților, întâmplările din vremea noastră sunt următoarele: Boerebistas, bărbat get, luând conducerea neamului său a ridicat pe oamenii aceștia ticăloșiți de nesfârșitele războaie, i-a îndreptat prin abstinență și sobrietate și ascultare de porunci, așa încât în câțiva ani a întemeiat o mare stăpânire și a supus geților cea mai mare parte din populațiile vecine; ba a ajuns să fie temut chiar și de romani. Căci trecând plin de îndrăzneală Dunărea și jefuind Tracia - până în Macedonia și Iliria -, a pustiit pe celți care erau amestecați cu tracii și ilirii și a nimicit pe de-a întregul pe boii aflați sub conducerea lui Critasiros și pe taurisci. Pentru a-și convinge poporul, el și-a luat ajutor pe Deceneu, un bărbat vrăjitor, care umblase multă vreme prin Egipt, învățând acolo semne de prorocire, mulțumită cărora susținea că tălmăcește voința zeilor. După câtva timp fusese socotit chiar zeu, după cum am mai spus când a fost vorba despre Zalmoxis. Ca dovadă pentru ascultarea ce i-o dădeau lui Deceneu, este și faptul că ei [geto-dacii n.n.] s-au lăsat înduplecați să-și stârpească viile și să-și ducă viața fără vin. Cât despre Burebista, acesta a pierit din pricina unor răsculați, înainte ca romanii să apuce a trimite o armată împotriva lui”. 
Textul reprodus mai sus precizează că Burebista i-a învins în lupte pe celții care amenințau Dacia dinspre nord-vest (prin anul 60 sau 59 î.Hr. ), pe boi și pe taurisci. Pentru a supune poporul dac, de obicei nedisciplinat, regele reușește să-i convingă pe locuitori cu ajutorul marelui preot Deceneu să-și taie viile și să renunțe la consumul de vin. Coloniile grecești îi solicită protecția.  Începând din anul 55 î.Hr.. Burebista duce o campanie de trei ani în urma căreia stăpânește litoralul pontic de la Olbia (colonie aflată la gura Bugului) până la Apollonia (în prezent în Bulgaria), efectuând o incursiune până în Munții Balcani. 
Incursiunile geților peste Dunăre provoacă îngrigorarea romanilor, care se pregătesc să trimită o armată împotriva lui. În fața primejdiei romane, Burebista încearcă să se alieze cu Pompei (106-48 î.Hr.), rivalul lui Iulius Cezar, de ale cărui planuri expansioniste se temea.  În acest scop, el îl trimite pe grecul Acornion să se întâlnească cu Pompei lângă Heracleea Lyacestis (azi Bitolia-Monastir n.n.) din Macedonia.  Aceste informații provin din inscripția de la Dionysopolis pusă în anul 48 î.Hr. în cinstea lui Acornion. Iată un fragment: „În timpul din urmă regele Burebista ajungând cel dintâi și cel mai mare din regii din Tracia și stăpânitor al tuturor ținuturilor de dincolo și de dincoace de Dunărea, Acornion a fost și pe lângă acesta în cea dintâi și cea mai mare apropiere și a obținut cele mai bune rezultate pentru patria sa, inspirând și colaborând la cele mai eficace măsuri și, nu mai puțin, câștigând bunăvoința regelui pentru mântuirea cetății sale. Și fiind trimis de regele Burebista ca ambasador la Cn(aeius) Pompeius și întâlnindu-se cu acesta în părțile Macedoniei, lângă Heracleea Lyacestis (azi Bitolia-Monastir n.n.) a purtat cele mai frumoase negocieri.”

## Reprezentarea personajului principal

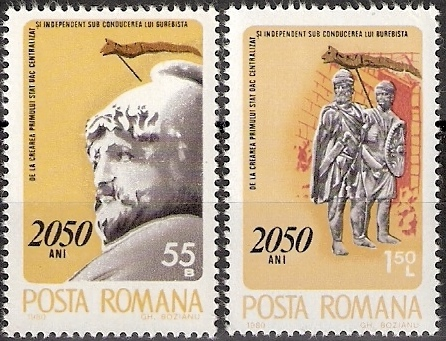
Mărci poștale din 1980 cu Burebista. Mărcile poștale au fost emise cu ocazia a 2.050 de ani de la crearea statului centralizat și independent (temă fictivă a propagandei național-comuniste)

Profesoara Elena Saulea a evidențiat ideea că scenariul impozant conține elemente de istorie, de fantezie și de dramatism existențial. Regele Burebista este descris în film ca un „creator de identitate, de orizont al gândirii ce se înalță peste zădărnicia timpului”.
Personajul principal nu este înfățișat ca un războinic, ci ca un conducător inteligent care știe să se folosească de slăbiciunile poporului său pentru a-i imprima o serie de principii de viață.  În anumite contexte, inteligența regelui se transformă în viclenie ca în secvența în care se propune pe sine ca țintă a sulițelor conducătorilor daci, pentru a le testa astfel loialitatea , sau atunci când se folosește de eclipsa de soare pentru a-i supune pe celți. Viclenia tandemului Burebista - Deceneu este considerată un element care contribuie la disciplinarea poporului, care are nevoie de minuni pentru a fi motivat.
Căsătorit cu o femeie stearpă, el are copii nelegitimi din mai multe relații extraconjugale. Comportamentul imoral atrage după sine o serie de pedepse. Relația vinovată a regelui cu Magna Mater este pedepsită prin mutilarea fizică a femeii în urma unui incendiu care a avut loc în pădure. De asemenea, pătrunderea prin viclenie a lui Burebista în cetatea celților are și ea un preț: sacrificarea lui Calopor, fiul natural al regelui, tocmai de către Breza, cel înșelat.
Interpretarea lui Burebista de către George Constantin este caracterizată de Elena Saulea ca remarcabilă, modernă și „fără emfază, chiar și în replicile mai patetice”. Actorul i-a conferit personajului o privire „vicleană, iute, grăitoare fără cuvinte”, accentuându-i inteligența și luciditatea. 

## Mitul strămoșilor în film
Filmul Burebista prezintă perioada domniei regelui Burebista, având drept surse Geographica lui Strabon, Getica lui Iordanes și inscripția de la Dionysopolis. Acestea oferă prea puține informații cu privire la regele dac pentru a i se realiza un portret veridic.  Istoricii consideră că 2/3 din natura filmului este diegeză (univers fictiv), expresia artistică ocupând o pondere mai mare decât cea ocupată de informația propriu-zisă. O mare parte din film conține scene imaginare. 
Deși nu se cunoaște natura statului condus de Burebista - stat centralizat sau regat neomogen -, realizatorii filmului înclină înspre varianta statului centralizat, care dispune de o poliție (condusă în film de Viezure). Conducătorul dac, pe care Nicolae Ceaușescu îl considera strămoșul său, este reprezentat ca viteaz și înțelept, iubit și respectat de popor. În acest film, dacii sunt prezentați ca fiind „cei mai viteji și mai drepți dintre traci” și singurii strămoși direcți ai românilor. În opoziție cu aceștia apare trădătorul de neam și de țară Hirpus.
Istoricul Ciprian Plăiașu a constatat că în film sunt prezente o serie de elemente care țineau de „Epoca de Aur”: întruniri frecvente (consiliul principilor, consiliul armelor și fortificațiilor, întâlnirea cu diplomații străini Acornion și Mitran – sfetnicul regelui Mithridates al VI-lea Eupator-, întâlnirea lui Magna mater, consiliul de război înainte de conflictele cu boii și tauriscii, consiliul lui Cezar după cucerirea Galiei), ceremoniile (ceremonia încoronării, sărbătoarea lui Dionysos, victoria împotriva romanilor lui Hybrida, victoria împotriva boilor și tauriscilor, victoria romanilor asupra galilor) și cultul conducătorilor.  El consideră că autorii filmului au apelat la denaturări și exagerări voite pentru a induce subtil ideea de dragoste de țară, cinematografia contribuind la reîmprospătarea simbolurilor naționale, a eroului național care a învins indiferent de perioada în care a apărut. La începutul filmului sunt prezentate „frumusețile patriei”, pentru care strămoșii urmează să lupte și să se jertfească. Bogățiile țării sunt considerate ca neprețuite, de aceea ele au fost râvnite de ceilalți. Dacii sunt prezentați ca având ca principale trăsături cinstea, vitejia și independența, ei neducând lupte de cucerire și trăind întotdeauna în pace cu toți vecinii. Liniștea lor este tulburată de invadatori care asediază cetățile dacice. În antiteză, romanii sunt prezentați ca invadatori lacomi și barbari, care atacă și jefuiesc Dionysopolis-ul. 
Exagerările și denaturările prezente în film sunt vizibile și la nivelul strategiilor de luptă. Astfel, romanii lui Hybrida atacă precum o hoardă colonia grecească Dionysopolis, deși armata romană avea tactici de luptă precise și nu acționa haotic; dacii lui Burebista folosesc catapulta, tehnică de luptă care nu a fost folosită de daci nici măcar în timpul lui Decebal. 
Sunt prezente în film o serie de simboluri naționale (steme simbolice atârnate pe perete, Sfinxul din Bucegi, capitala Sarmizegetusa), precum și relicve din alte perioade cum ar fi o reproducere gigant a Gânditorului de la Hamangia (ce datează din cultura Hamangia din epoca neolitică, c. 5250-4550 î.Hr.). Aceste simboluri erau considerate ca având un caracter protocronist, ele urmărind să legitimeze faptul că dacii s-au aflat pe aceste pământuri de la începuturi și să contribuie la identificarea spectatorilor cu patrioții daci. 
Plăiașu consideră că mitul strămoșilor reprezentat în filmele din așa-zisa «epopee națională» este „un produs al mașinăriei de propagandă, iar scopul nu era altul decât adularea conducătorilor al căror cult atinsese proporții monumentale”.
Vorbind despre filmele istorice românești produse în timpul regimului comunist, conf.dr. Elena Saulea a recunoscut că filmele trebuiau să se raporteze direct la istoria oficială, agreată de regim, ele aflându-se sub directa și atenta supraveghere a cenzurii. Totuși, ea a criticat opinia tinerilor cinefili că genul istoric ar fi fost integral compromis nu doar politic, ci și estetic. 

## Producție

### Context
Începând din anii '70 ai secolului al XX-lea, curentul protocronist a început să se manifeste din ce în ce mai puternic în istoriografia din România. În 1974 Edgar Papu a publicat în revista culturală Secolul 20 un eseu intitulat „Protocronismul românesc”, susținând prioritatea cronologică românească în cazul unor inovații europene.
Ideea a fost imediat adoptată de regimul naționalist al lui Ceaușescu, care a încurajat și amplificat discursul cultural și istoric, afirmând superioritatea culturii autohtone în fața oricărei influențe străine. Ideologia ceaușistă dezvoltă un concept aparte după 1974, când la al XI-lea Congres al Partidului Comunist din România atașează protocronismul marxismului oficial, afirmând că dacii fondaseră „un stat neorganizat” permanent. Civilizația geto-dacilor este prezentată ca una din marile civilizații ale antichității, la egalitate cu cea greacă și romană. În dezvoltarea sa, protocronismul a luat o valență puternic naționalistă, instrumentată politic de regimul Ceaușescu, care promova un trecut idealizat al țării, trecând peste regulile cercetării științifice și recurgând la date și surse îndoielnice, care puteau legitima mai ușor teoriile protocroniste. 
Nicolae Ceaușescu cere rescrierea istoriei și evidențierea vechimii națiunii și a luptei pentru independență și unitate națională. Punerea accentului pe vechimea românilor determină sărbătorirea întemeierii unor orașe după date fictive fără nicio bază științifică: în 1975 Craiova sărbătorește 1750 de ani de existență, Alba-Iulia 2000 de ani, iar Buzăul 1600 de ani.
La Congresul Mondial de Istorie de la San Francisco din 1975, delegația României a propus organizarea la București a viitorului congres. Astfel, Congresul Mondial de Istorie de la București a avut loc în august 1980, participând peste 3.000 de participanți din majoritatea țărilor lumii. Înaintea începerii congresului s-a organizat o sesiune specială de comemorare a 2050 de ani de la întemeierea de către Burebista a statului unitar și centralizat geto‑dac, fără a exista însă nicio sursă care să ateste că întemeierea regatului dac condus de Burebista a avut loc în anul 70 î.Hr. 

### Realizarea filmului
Scenariul filmului a fost scris de dramaturgul Mihnea Gheorghiu (1919-2011), prin adaptarea unui text publicat ulterior, intitulat Fierul și aurul. Regizorul Gheorghe Vitanidis și-a mărturisit de mai multe ori intenția de a evoca figura lui Burebista pe care o considera de mare importanță pentru istoria României. „Am evocat figura lui Burebista și lumea de acum 2050 de ani din spațiul carpato-dunărean, cu sentimentul contemporaneității, cu dorința de a comunica direct, deschis, cu spectatorul de azi”, a afirmat el.
Filmările au avut loc în principal pe teritoriile județelor Hunedoara și Constanța. Filmul a fost realizat în studiourile Centrului de Producție Cinematografică București, cu sprijinul Ministerului Apărării Naționale și al autorităților administrative din județele Hunedoara și Constanța. La realizarea filmului au fost folosiți pe post de consultanți istorici prof.dr. Hadrian Daicoviciu (renumit dacolog, fiul lui Constantin Daicoviciu) și prof.dr. Florian Georgescu (director al Muzeului Național de Istorie a României). Regizori secunzi au fost Dorin Moldovan, Cornelia Mihalache și Remus Nastu.
Muzica a fost interpretată de Orchestra Simfonică a Operei Române dirijată de Mihai Brediceanu, de formația Musica Rediviva dirijată de Ludovic Bács, corul fiind dirijat de Aurel Grigoraș. Consilier de luptă a fost profesorul Szabolcs Cseh.
Rolul Lidiei, soția proconsulului Gaius Antonius Hibrida, a fost interpretat de Anca Szönyi (cunoscută și ca Anca Nicola sau Anca S. Thomas), sora mai mică a actriței Julieta Szönyi. Acesta absolvise Facultatea de Artă Plastică, specializându-se în pictură monumentală, și lucra ca artist restaurator la refacerea picturilor de pe zidurile bisericilor vechi. În paralel, a început să fie solicitată să joace și în filme și a primit roluri în Tănase Scatiu (1976), Burebista (1980), Viraj periculos (1983), Misterele Bucureștilor (1983), Ziua Z (1985) și Ciuleandra (1985). În ciuda apariției în aceste filme, Anca Szönyi nu s-a considerat niciodată „o actriță adevărată”, ci doar artist plastic. 
Într-un interviu publicat în 1980 în revista Cinema, regizorul Gheorghe Vitanidis afirma următoarele: „Nu știu cum va ieși filmul, cât de valoros va fi, dar cred că e un act de respect și de probitate faptul că filmăm aici, chiar pe locul fostelor cetăți dacice. Din păcate ne-am dezobișnuit să facem filme grele. Pentru a face cât mai puține concesii mă sprijin pe interpretarea actoricească”. Premiera filmului a avut loc la 22 septembrie 1980, la Cinematograful Patria din București.

## Recepție
Filmul Burebista a fost vizionat de 4.749.744 spectatori la cinematografele din România, după cum atestă o situație a numărului de spectatori înregistrat de filmele românești de la data premierei și până la data de 31.12.2007 alcătuită de Centrul Național al Cinematografiei. 
Jurnalistul Cristian Tudor Popescu, doctor în cinematografie și profesor asociat la UNATC, considera Burebista drept un film cu caracter politic și propagandistic al epocii comuniste.  El scoate în evidență ideea filmului potrivit căreia Burebista era un conducător înțelept și curajos, dar lipsit de aliați și înconjurat de dușmani puternici. Acest mesaj este exprimat astfel de Burebista: „Suntem singuri, Deceneu”. Popescu afirmă că autorii filmului au dorit să compare situația în care se afla Burebista cu situația în care se afla Nicolae Ceaușescu în anii '80 ai secolului al XX-lea. Același mesaj va fi preluat mai târziu în filmul Mircea (1989) regizat de Sergiu Nicolaescu.
Opinia că acest film ar avea un caracter propagandistic este susținută și de regizorul Sergiu Nicolaescu în cartea sa de memorii. El afirmă că Nicolae Ceaușescu ar fi fost nemulțumit că dacii din filmul lui Nicolaescu ar fi „prea barbari” și ar fi solicitat ca în următoarele filme să se aducă o serie de corecții în comportamentul și educația dacilor, care „vorbeau ca la plenare”.
Criticul Tudor Caranfil a dat filmului o stea din cinci și a făcut următorul comentariu: „În anii '70, înaintea Erei Noastre, expansiunea puternicului Imperiu Roman atinge, la sud de Dunăre, bogatele ținuturi ale dacilor uniți într-un mare și puternic regat sub sceptrul viteazului Burebista. Proconsulul Hibrida (a cărui soție este fosta iubită a unui gladiator din oastea lui Spartacus, revenit la vatră) se și instalează într-o cetate grecească de la mare. Asasinarea lui Iuliu Cezar amână inevitabilul. Ciocnirile geto-dacilor cu celții și romanii, ca și evenimente mai mărunte din viața marelui rege dac, sunt scornite de imaginația lui Mihnea Gheorghiu în „Fierul și aurul”, text anost, redundant și precar, încredințat, ulterior, publicității. Marcând depravarea totală a proiectului de Epopee cinematografică națională, după câteva reușite promițătoare în deceniile anterioare, filmul se încheagă dintr-o lungă înșiruire de discursuri politice care reproduc fidel tonul și temele „Baciului de Partid și de Stat”: „În țara cea mare, unită și liberă, loc de robie nu mai este” sau „Și spuneți cetățenilor că dacii n-au încetat să fie cei mai drepți dintre traci!” când nu parafrazează de-a dreptul refrenul unui fost imn de stat: „Muncitori și ostași, cărturari și plugari” luând formă în proză „Ostași, și plugari, și meșteșugari deopotrivă...” sau anticipări din Octavian Goga: „Nu plânge Lae! Zi, mai bine, o vorbă de dor”. La curtea regelui, prieten cu Vercingetorix și cu alte VIP-uri, se face politică la nivel mondial și strategie la nivel european. Gelos, se vede, pe performanțele lui Asterix, distinsul intelectual și politolog Gheorghiu îl pune pe Burebista să-i transmită „un salut părintesc tânărului șef Vercingetorix” („Fierul și aurul” p. 59). Realizatorului nu-i mai rămâne decât să reconstituie, ambițios, ample scene de bătălie, dar nu elocvența săbiei, ci gestul emfatic dă miezul acestei hazardate restituiri, o distribuție de aur rămânând captivă clamării, în ton tragic, a textelor jurnalistice. N-a mai rămas nimic din noblețea, firescul și omenescul dialogului reușit de Titus Popovici în filmele sale istorice. În plus, ca și în Zodia Fecioarei, rapsodul timpurilor istovite e obsedat de crearea unei mitologii artificiale, alaiurile dionisiace fiind urmate de misterioase jocuri populare dacice. Pr. „Cântarea României” nici nu putea fi mai nimerit decernat.” 
În ciuda caracterului politizat al filmului, criticul Călin Căliman a remarcat faptul că scenariul are „ample reverberații patriotice”, evidențiind unele interpretări actoricești remarcabile: George Constantin care s-a străduit să confere regelui dac o „monumentalitate interioară”, Emanoil Petruț care a jucat un „rol plenar”, Ernest Maftei care i-a împrumutat unui dac „dulcele său grai moldovenesc”, Ion Dichiseanu, Ioana Bulcă, Alexandru Repan și Anca Szönyi.
Profesoara Elena Saulea a lăudat viziunea regizoral-scenaristică a filmului realizată prin accentuarea inteligenței personajului principal în dauna abilităților sale de războinic.  Scenariul propune situații, în loc de verdicte, îndemnând spectatorii la reflecție. Replicile pe alocuri patetice sunt un tribut plătit de toate filmele istorice. Filmul scoate în evidență un stil elementar de viață al dacilor, cu ceremonialuri mitice poetizate.  Forța interpretativă a lui George Constantin este considerată a fi remarcabilă.

## Premiu
Inginerul de sunet Silviu Camil a primit în anul 1980 Premiul pentru coloană sonoră al ACIN-ului pentru activitatea sa la filmele Proba de microfon, Burebista, Mireasa din tren și Drumul oaselor.